# Cohors I Ulpia Petraeorum

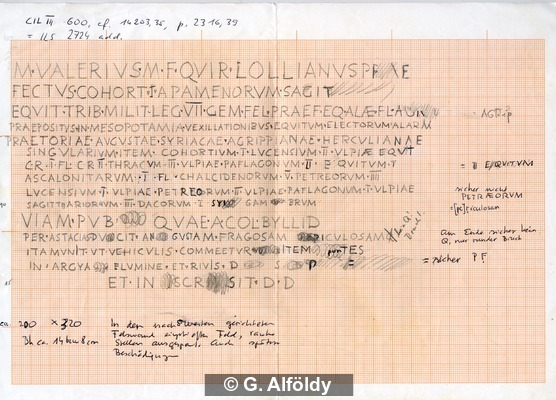
Eine Zeichnung der Inschrift, angefertigt durch Géza Alföldy

Die Cohors I Ulpia Petraeorum [sagittariorum oder sagittaria] [equitata] (deutsch 1. Kohorte die Ulpische aus Petra [der Bogenschützen] [teilberitten]) war eine römische Auxiliareinheit. Sie ist durch Militärdiplome und Inschriften belegt.

## Namensbestandteile
- Cohors: Die Kohorte war eine Infanterieeinheit der Auxiliartruppen in der römischen Armee.

- I: Die römische Zahl steht für die Ordnungszahl die erste (lateinisch prima). Daher wird der Name dieser Militäreinheit als Cohors prima .. ausgesprochen.

- Ulpia: die Ulpische. Die Ehrenbezeichnung bezieht sich auf Kaiser Trajan, dessen vollständiger Name Marcus Ulpius Traianus lautet.

- Petraeorum: aus Petra. Die Soldaten der Kohorte wurden bei Aufstellung der Einheit aus der Stadt Petra und ihrer Umgebung rekrutiert.  Nach der Annexion des Königreichs der Nabatäer (mit der Hauptstadt Petra) durch Trajan im Jahr 106 n. Chr. wurden die Soldaten der königlichen Armee in die römischen Streitkräfte übernommen, wobei sechs Cohortes Petraeorum neu aufgestellt wurden.[1]

- sagittariorum oder sagittaria: der Bogenschützen. Der Zusatz kommt in den Militärdiplomen von 129 und 144 vor.

- milliaria: 1000 Mann. Je nachdem, ob es sich um eine Infanterie-Kohorte (Cohors milliaria peditata) oder einen gemischten Verband aus Infanterie und Kavallerie (Cohors milliaria equitata) handelte, lag die Sollstärke der Einheit entweder bei 800 oder 1040 Mann.[A 1]

- equitata: teilberitten. Die Einheit war ein gemischter Verband aus Infanterie und Kavallerie.[A 2]

Die Einheit war eine Cohors milliaria equitata. Die Sollstärke der Einheit lag daher bei 1040 Mann, bestehend aus 10 Centurien Infanterie mit jeweils 80 Mann sowie 8 Turmae Kavallerie mit jeweils 30 Reitern.

## Geschichte
Die Kohorte war in der Provinz Syria stationiert. Sie ist auf Militärdiplomen für die Jahre 129 bis 156/157 n. Chr. aufgeführt.
Der erste Nachweis der Einheit in Syria beruht auf Diplomen, die auf 129 datiert sind. In den Diplomen wird die Kohorte als Teil der Truppen aufgeführt (siehe Römische Streitkräfte in Syria), die in der Provinz stationiert waren. Weitere Diplome, die auf 144 bis 156/157 datiert sind, belegen die Einheit in derselben Provinz.
Eine Vexillation der Kohorte nahm am Partherkrieg des Lucius Verus (161–166) teil. Sie wird in einer Inschrift als Teil der Einheiten aufgelistet, die unter der Leitung von Marcus Valerius Lollianus standen.

## Standorte
Standorte der Kohorte sind nicht bekannt.

## Angehörige der Kohorte
Folgende Angehörige der Kohorte sind bekannt.

### Kommandeure
- Λ. Αβουρνιος Τουοκιανος, ein ἐπιμελητῇς (D 09471)
- Marcus Acilius Athenodorus (Μ. Αχειλιος Ἀθηνόδωρος), ein χειλίαρχος  (AE 1947, 168)